# 西埃斯皮岡
11°31′29″S 61°00′46″W / 11.52472°S 61.01278°W

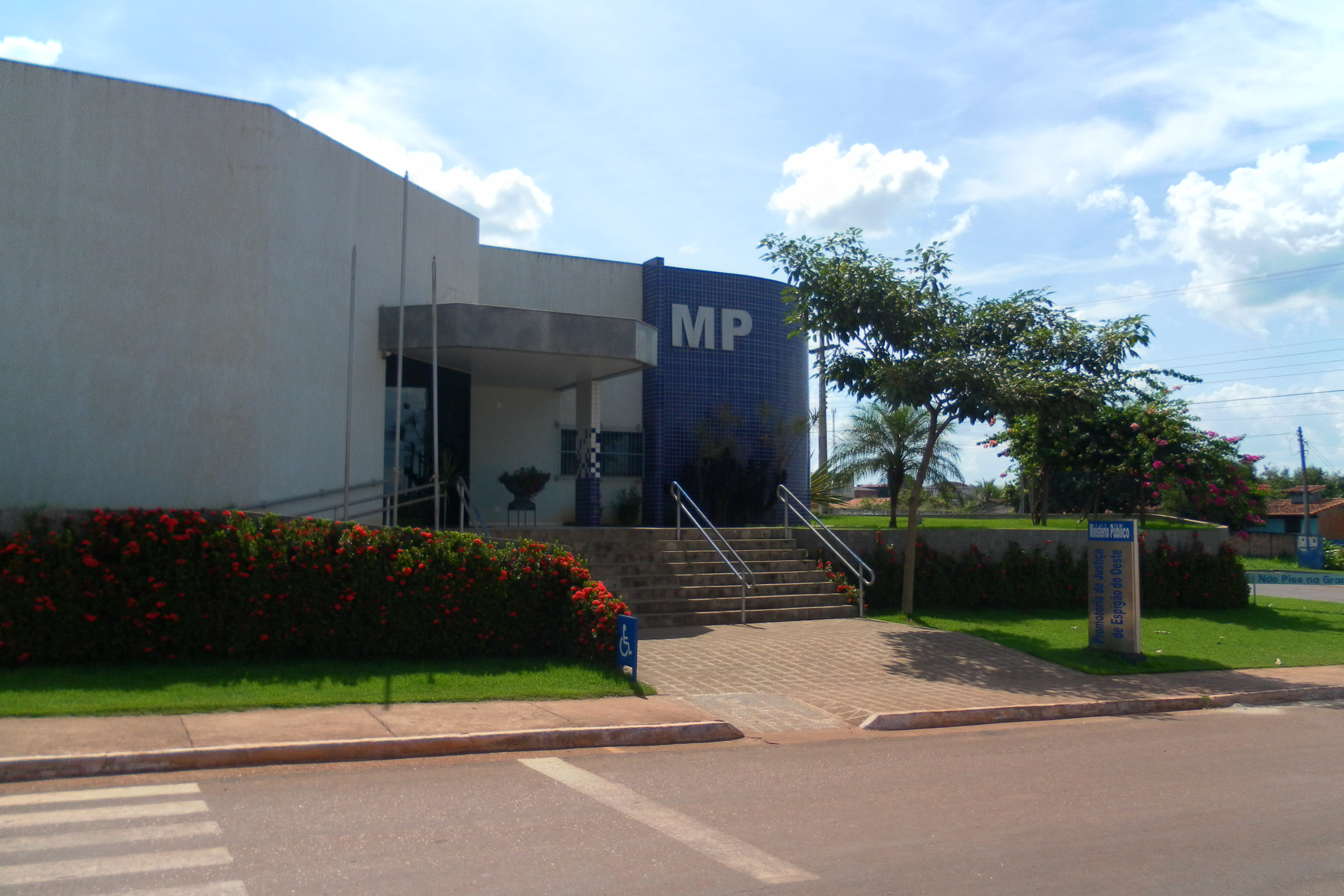

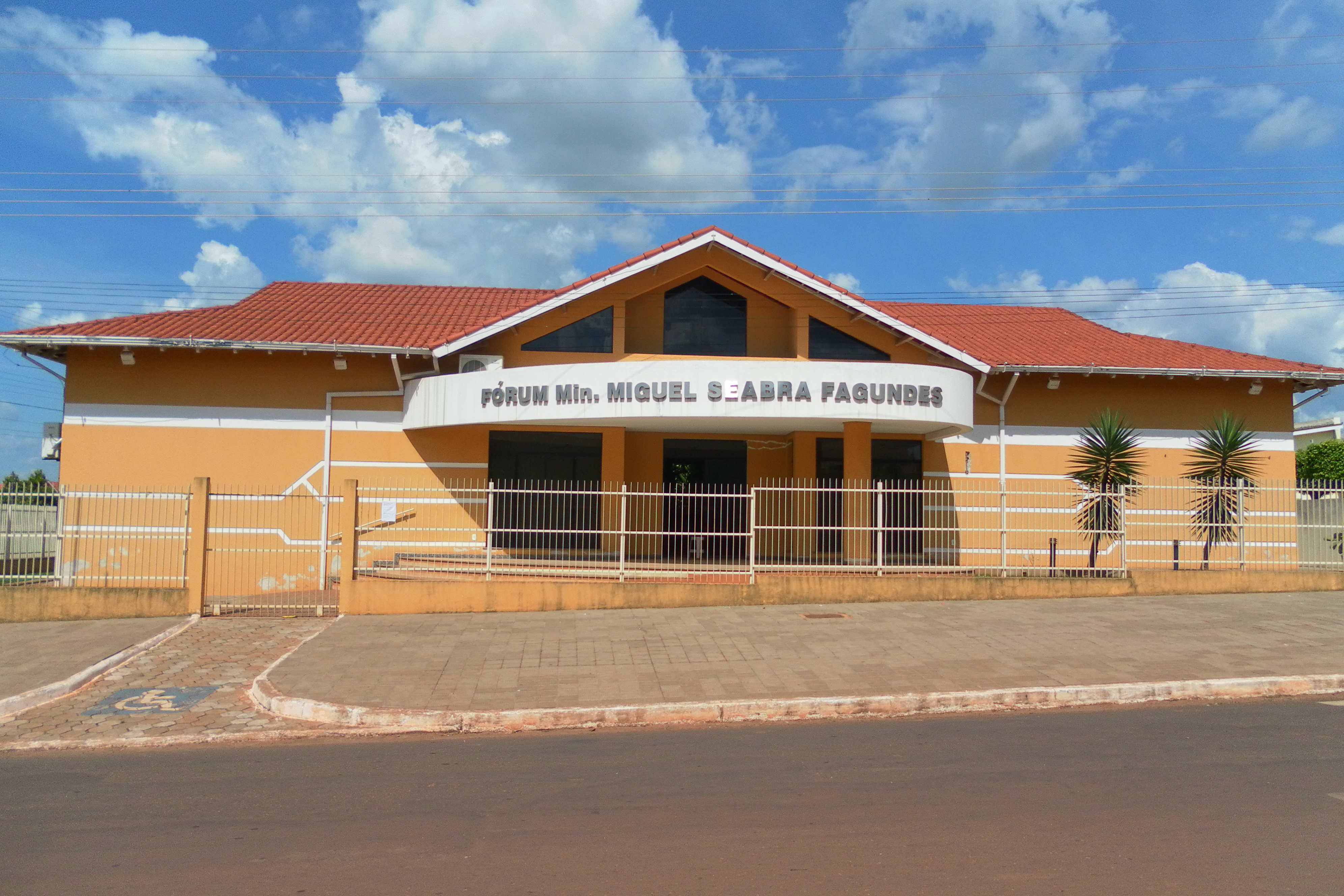

西埃斯皮岡（葡萄牙語：Espigão d'Oeste），是巴西的城鎮，位於該國西北部，由朗多尼亞州負責管轄，始建於1981年6月16日，面積4,518平方公里，海拔高度270米，2014年人口32,047，人口密度每平方公里7.09人。